# Castrul roman de la Racovița
Castrul roman de la Racovița este o fortificație antică ruinată care făcea parte din așa-zisul limes Alutanus. 

## Descriere
Ruinele castrului se află pe un platou înalt din punctul „Cetate”, la sud-vest de satul Racovița, Vâlcea. Locul este pe malul stâng al Oltului, la gura de vărsare a pârâului Clocotici în râu.
Între 1976 și 1979, Cr. M. Vlădescu si Gh. Poenaru-Bordea au efectuat săpături arheologice, pe baza cărora s-a înregistrat o singură fază de construcție. După săpături, o porțiune din zidărie a fost conservată; era la 2021 acoperită de vegetație.

## Dimensiuni
Castrul de piatră al cărui plan este rectangular (marcat clar sub forma unui val dreptunghiular la suprafața solului), cu laturile rotunjite la colțuri și măsoară 106 m x 118 m, cu porta praetoria pe latura de est (toate porțile sunt supravegheate de turnuri cu plan patrulater, ieșite ușor în afară). Orientate spre exterior sunt și turnurile de colț trapezoidale. Clădirea de comandă (principia) era situată în centrul castrului, iar un horreum (depozit) era amplasat în latus dextrum. Împrejurările ne fac să credem că, excluzând clădirea de comandă, toate celelalte structuri din interiorul castrului erau din lemn și nu au fost descoperite în timpul săpăturii. Există semnalări ale unei așezări civile prin material arheologic dispersat.
Turnurile sau alte mici fortificații militare erau folosite pentru a controla căile de acces. Au existat rapoarte despre două astfel de turnuri: 1. Turnul Piscul (?) se află la 1,7 kilometri NE de Racovița și la 4,1 km vest de Titești; 2. Turnul lui Doancă care se află la aproximativ 3,5 km SE de castrul Racovița și unde chiar dacă elementele de datare aparțin secolului al XIV-lea, este posibil să fi fost folosit în perioadă romană. O structură dreptunghiulară (aprox. 45 × 40 m) poate fi observată pe imaginile satelitului la 1,2 km sud-est de castrul Racovița, la o înălțime de 430 m, ceea ce merită o examinare ulterioară.

## Datare
Unii cercetători speculează că a fost construit pe la începutul secolului al III-lea, după ce castrul roman de la Copăceni a fost părăsit, dar varianta cea mai probabilă este că ar fi funcționat încă din domnia împăratului Hadrian. Trupa care a locuit în tabără nu a lăsat nicio atestare. Probabil că este o situație identică cu cea de la Copăceni, unde au fost documentate epigrafic mai multe faze de construcție.
Conform studiului Frontiera romană din Dacia Inferior. O trecere în revistă și o actualizare (2021), în care autori au analizat proiectul de infrastructură al autostrăzii Pitești-Sibiu, viitoarea construcție va afecta parțial așezarea romană, motiv pentru care autorii presupun că se vor întreprinde săpături preventive, ce urmează să ofere o ocazia de a cerceta situl.